# Eliseo Alberto de Diego García
Eliseo Alberto de Diego García Marruz (Arroyo Naranjo, Cuba, 10 de setembre de 1951 - Ciutat de Mèxic, 31 de juliol de 2011) va ser un periodista, novel·lista, poeta i guionista cubà que va viure a l'exili a Mèxic des de 1990 i en va adoptar la ciutadania el 2000.

## Biografia
Fill del poeta cubà Eliseo Diego, es va llicenciar en periodisme en la Universitat de l'Havana, va ser cap de redacció de la gaseta literària El Caimán Barbudo i subdirector de la revista Cine Cubano. Com a docent, va impartir classes i tallers de cinema a l'Escola Internacional de Cinema de San Antonio de los Baños, Cuba, el Centre de Capacitació Cinematogràfica de Mèxic i el Sundance Institute dels Estats Units i a Xile.
La seva germana bessona, Josefina de Diego (María Josefina de Diego García Marruz, Fefé per als seus amics), que ha romàs a Cuba, també és escriptora: ha publicat un reeixit llibre per a nens, es dedica a la traducció de l'anglès a l'espanyol i és compiladora de l'obra del seu pare.
Va començar escrivint poesia —segons ell, «horrible»—, però més tard, com ell mateix diu, «vaig pensar que el millor seria abordar gèneres literaris que papà mai hagués tocat: la crònica, el periodisme». Sobre com va escriure la seva primera novel·la, recorda: «Estava a l'exèrcit, al capdavant d'un escamot, i em vaig trobar amb el director de la revista militar de les Forces Armades de Cuba, una revista que es diu Verde Olivo. Li vaig dir una mentida: li vaig contar que tenia escrita una novel·la i em va proposar publicar-la per capítols, cada setmana una part. Em va dir que li manés el primer capítol, era un divendres. Aquest dia a la nit em vaig asseure a escriure, perquè no tenia cap novel·la. Aquesta novel·leta es diu La fogata roja i tracta sobre un escamot de nens que tenia el general Sandino en Nicaragua, que es deia El Coro de los Ángeles. Mai havia estat a Nicaragua, però amb aquesta novel·leta em vaig guanyar el Premi Nacional de la Crítica a l'Havana. Aquesta va ser la meva primera novel·la».
La fama internacional li arribaria 13 anys més tard, després de guanyar el Premi Internacional Alfaguara de Novel·la de 1998 amb la seva tercera novel·la Caracol Beach.
Sostenia que «els escacs continuen sent la passió més gran» de la seva vida. A més del somni de ser un gran jugador d'escacs, en la seva infància tenia altres dues: ser «fabricador de vaixells» i pianista, «també per la tradició familiar». Era un gran cuiner, com ell mateix afirmava: «M'agrada la cuina, he après que sóc un cuiner extraordinari. Això ho vaig aprendre quan em vaig quedar només amb la meva filla que era molt petitona. A mi la cuina m'entreté moltíssim. Cuino molt, a la meva casa tots els dies menjaran deu o dotze amics, gairebé tots cubans errants també, exiliats. Morts de fam que van a la casa a buscar la seva olla popular, diguem. La cuina m'entreté molt, m'encanta cuinar, m'agradaria escriure un llibre de cuina».
Considerava que la seva obra més important era Informe contra mí mismo: «És un llibre sobre Cuba, que s'escriu només una vegada. A molta gent li va fer bé, i sense ser pedant sé que si sóc recordat alguna vegada serà per aquesta obra» en la qual emprèn «la cerca de respostes al que va passar amb l'emoció dels anys de la Revolució, no amb la raó ni amb la passió. Com sempre he dit: es tracta d'un llibre en el qual jo vaig defensar un solo dret: el dret a estar equivocat, alguna cosa que poc es reconeix i menys pels polítics».
A més de poesia i novel·les, Eliseo Alberto va escriure guions de cinema i televisió, entre altres el de la pel·lícula Guantanamera (1997), dirigida per Tomás Gutiérrez Alea. Contava que es va ficar en el món del cinema gràcies al seu germà Rapi. Ell mateix era molt crític amb el seu talent de guionista: «Vaig començar a escriure guions, alguns pèssims. He escrit diverses de les pitjors pel·lícules que s'hagin filmat mai en el planeta.»
Les seves esposes van ser: la ballarina cubana Rosario Suárez, Charín (Eliseo Alberto ha dit que va deixar d'escriure poesia el dia que es van divorciar); María del Carmen Álvaro Díaz, qui l'1 de juny de 1984 va donar a llum a la seva filla María José; i Patricia Lara, per l'amor del qual diu haver-se instal·lat en la part alta del Desierto de los Leones. Vivia amb la seva filla María José en un departament en la Colonia del Valle, zona cèntrica de Ciutat de Mèxic, i s'enorgullia de «ser un bon pare i una bona mare.»
Va morir a la Ciutat de Mèxic el 31 de juliol de 2011, als 59 anys, després d'estar diversos dies en teràpia intensiva després d'haver estat intervingut quirúgicamente el 18 del mateix mes per un trasplantament de ronyó.

## Obres
Poemaris
- Importará el trueno (1975, La Habana, UNEAC)
- Las cosas que yo amo (1977, La Habana, Ediciones Unión)
- Un instante en cada cosa (1979, La Habana, Ediciones Unión)

Novel·les
- La fogata roja. La Habana, Gente Nueva, 1985.
- La eternidad por fin comienza un lunes. O El Grande Viaje del Cisne Negro sobre los lagos de hielo de Irlanda. México, Ediciones del Equilibrista, 1992. La primera versió va ser escrita a l'Havana a la Ciutat de Mèxic, entre 1987 y 1991; la segona i definitiva data de 2001.[10]
- Caracol Beach. Madrid, Alfaguara, 1998.
- La fábula de José. México, Alfaguara, 2000.
- Esther en alguna parte (2005), Espasa. Finalista Premi Primavera de Novel·la. ISBN 88467017595, 198 p.
- El retablo del conde Eros (2008), ed Planeta Mexicana, El Aleph.

Periodisme i no ficció
- Informe contra mí mismo, Aguilar, Altea, Taurus, Alfaguara, 1997, 293 págs. ISBN 968-19-0339-0;
- Dos cubalibres: nadie quiere más a Cuba, Península, 2004, articles i entrevistes
  - Contenido: Diálogos en el porvenir: «Una cubalibre por favor»; «Cien pájaros volando»; «Nostalgia de por la noche»; «La música que se respira»; «Contrapunteo cubano de la fruta y la vianda»; «Los garbanzos de Gabriel»; «126 libras de chocolate»; «La pulsera de Antoine y su “querida enana”»; «Regla de Tres: crónica al pie de un árbol de Navidad»; «El ojo en la llaga»; seis notas escritas a mano; «En defensa de Raúl Rivero»; «El rey F.»; «Fiebre de Guevara»; «Los muertos que aún faltan por nacer»; «Encuentros y desencuentros»; «Para matar al Caballo»; Diálogos en el porvenir: «Otra cubalibre por favor»; «Retratos hablados»; «José Lezama Lima»; «Gastón y Florit»; «Reinaldo Arenas»; «Jesús y Heberto»; «Carpentier y Víctor Hughes»; «Rafael Rojas»; «Ernaldo, Cacho y Toño»; «Nakatani y Crepaldi»; «Ángel y Judith»; «Carlos y Jorge»; «Claudio y Osvaldo»; «Andrés y Figueroa»; «Ramón Fernández Larrea»; «Ernesto “el Bolas”»; «Tía Ursisina y tío Constantico»; «Irma Grizá»; «Celia Cruz»; «Raúl y Manuel»; «Carlos Pellicer López»; «Joaquín Ordoqui»; «Rosario Suárez»; Diálogos en el porvenir: «Y la cuenta, gracias».
- Una noche dentro de una noche, Cal y Arena, 2006, 293 págs. ISBN 9687711531; entregas de la columna Rueda dentada del diario mexicano La Crónica de Hoy
  - Contingut: «Presentación: En los cables de un troleús» por Rubén Cortés; «Se busca a Cabrera Infante»; «Rodar y rodar»; «Una noche dentro de la noche»; «Doce gardenias para Raquel»; «Maldito Pablo»; «De lluvias y comuniones»; «Charlie Parker aúlla en la ventana»; «Si de amor se trata»; «J.F.K.»; «Besos robados»; «Relaciones peligrosas»; «Corazón a la izquierda»; «Sangre, sudor y lágrimas»; «Misa cubana»; «Conciencia y corazón»; «Fuegos fatuos»; «Dar la cara»; «3 por 0»; «Perro sin correa»; «¿Dos patrias tengo yo?»; «Suerte, princesa»; «Un cigarrito en la terraza»; «Rostros y máscaras»; «Cadena perpetua»; «La joven Lila»; «Llanto por un ídolo»; «Nuestros viejos dolores enterrados»; «Adopciones»; «Mi cordillera»; «Los polvorines del pasado»; «Ahora no puedo atenderte, deja tu mensaje»; «Cazafantasmas»; «Dos entrañables enemigos»; «Las trampas del diablo»; «Waldo»; «Los años diez»; «Una historia de María Candelaria»; «En nombre de una paloma»; «Una ardiente paciencia»; «La tumba en la que vivo»; «Una mosca en la pared»; «Sanseacabó»; «Un hermoso halo azul»; «Amores contrariados»; «El misterioso señor Gorsky»; «Un lugar llamado la esperanza»; «Sobre una foto del gran Manuel Álvarez Bravo...»; «Dólares y dolores»; «Mariel, éxodos y travesías»; «En defensa de Hugo, Paco y Luis»; «Tantos jueves rotos»; «Un pez sobre la hierba»; «Un cuento bien cantado»; «Mercedes luminosa»; «Nunca es tarde para pedir perdón»; «Pena sobre pena y pena»; «Una lección de humildad»; «¿Los árboles siempre mueren de pie?»; «Una rosa dinamitada»; «La implacable ternura»; «Un gallo llamado Peyi»; «Creer para ver»; «El insomnio del caballo»; «Que pena, caballeros»; «La cabaña del Tio Tom»; «Dos cuentos para el verano»; «Diálogo vasco»; «Tener o no tener»; «Dulce María en la calle de la palabra»; «Nueve vidas»; «El reino de Aimé Cesaire»; «Un joven de 80 años»; «Mi rival es mi propio corazón»; «Brindis por Raúl Rivero»; «A manera de epílogo...»; «Agradecimientos».
- La vida alcanza, crónicas periodísticas, Cal y Arena, 2010, 251 págs. ISBN 9786077638421; 
  - Contingut: «Presentación: Queremos tanto a Lichi» per Rubén Cortés; Uno: «La ventana»; «Otto»; «Silvio»; «Fina»; «Bolero»; «Flores»; «El dirigible»; «La momia»; Dos: «El techo»; «¿Rosas?»; «Trovador»; «Mansión»; «Retrato»; «Hermano»; «Llanto»; «El espanto»; «Poeta sin cara»; «La bailarina y el soldadito de plomo»; Tres: «La pared»; «Césaire»; «Tren expreso»; «Pecera»; «Brindis»; «Sin sombra»; «Granadas»; «La duda»; Cuatro: «Excéntricos»; «Opuestos»; «En Logroño»; «Un búho»; «1001 hombres»; «Bosque embrujado»; «Pintora»; «Desencantos»; «Homofobia»; «Un amigo»; «Contra la muerte»; «Naturaleza (también) muerta»; Cinco: «Principio y fin»; «De canarios y cobras»; «Cuevas»; «Guajiro, caray»; «La rosa»; «Preguntas»; «Sin Mario»; «De soledades»; Seis: «Paisaje»; «Maestro»; «Otra isla»; «Carnicería»; «De brujas»; «Tranquilo»; «Justicia»; «Pescador de Esponjas»; «Poeta»; Siete y final feliz: «Papeles viejos».
- Viento a favor, crónicas periodísticas, Cal y Arena, 2012, 292 págs. ISBN 9786077638421
  - Contingut: «Prólogo: Amores con una punta rota» por Rubén Cortés; Cuba en la distancia: «El día que la banda de guerra se fue a la guerra»; «Setenta años de La tremenda corte»; «La Gloria era ella»; «Nicolás Quintana, el soñador de La Habana»; «Respuestas sin preguntas»; «Sin embargo, el embargo»; «Gran hotel»; «De cabeza»; «Principios y finales»; «Dios lo quiera»; «Mi amigo Reinaldo Escobar»; «Otra tumba para Juan»; «El “Santo Tribunal”»; «Espías de la tercera edad»; «Cartero en La Habana»; «Estadísticas y profecías»; «Una cáscara de nuez»; «Oír la calle»; «La vida siempre tiene veinte años»; «Habana gay»; «El plumaje de las flores»; «A lápiz (Apuntes para una crónica sobre un viaje al pasado)»; Libros y escritores: «Domingo lezamiano»; «En las claras manos del recuerdo»; «Dos poetas»; «Noche de paz»; «Cosas que pasan»; «Dos amigos»; «Una paloma mensajera»; «Ciudades de osamenta»; «Esperando a Don Gol»; «Réquiem para un ángel»; «Vuelta de página»; «Cincuenta años de soledad»; «La moral es un asunto de tiempo»; «Un nuevo libro de Gabriel»; «El castaño»; «Sebastian Melmoth»; «Feliz cumpleaños, Ray»; «El caballeroso José Luis González»; «La muerte es más rara que el diablo»; «Se me olvidó que te olvidé»; «Nuevo aviso: ¡Se busca a Cabrera Infante!»; «El novelista y la fugitiva»; «Un tango para David»; «Gratitud por Farabeuf»; «Las albóndigas llevan trece cosas»; «Semprún»; «Un viejo viaje»; Testimonios y relatos: «Las cosas que yo amo»; «Las palabras perdidas»; «“Bailaba precioso”»; «La reina Kalule»; «Yo aquí la espero»; «Una vieja historia de amor»; «La triste historia del príncipe granjero»; «Homenaje a un hombre sencillo»; «Una tabla de salvación»; «Desencuentro»; «Reflejo condicionado»; «Los manantiales de la bobería»; «Tentaciones»; «Juego de manos»; «Octubre»; «Lecciones borgianas»; «La tierra es azul»; «Azul Gagarin»; «Los tiempos cambian»; «Respuesta a un lector»; «Marzo triste»; «Hospital general: un país»; «Aquí sigo»; «Un trasplante de esperanza»; «Eso que llaman amor para vivir».

Infantils
- En el jardín del mundo, Alfaguara Infantil, 2000
- Del otro lado de los sueños, amb il·lustracions d'Enrique Martínez i Yadhira Corichi; Alfaguara Infantil, 2003
- Breve historia del mundo, Alfaguara Infantil, 2004

Llibres pòstums
- La novela de mi padre, 2017

## Premis i distincions
Medalles del Cercle d'Escriptors Cinematogràfics
| Any  | Categoria            | Pel·lícula   | Resultat  |
| ---- | -------------------- | ------------ | --------- |
| 1995 | Millor guió original | Guantanamera | Guanyador |

- Premi Nacional de la Crítica 1983 per La fogata roja.
- Premi Alfaguara de Novel·la 1998 per Caracol Beach
- Premi Gabino Palma per Informe contra mí mismo.